# Jahodyn (stacja kolejowa)

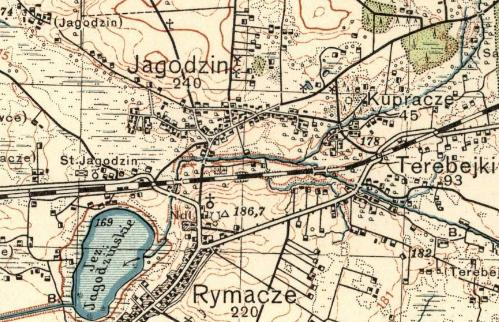
Stacja Jagodzin na mapie topograficznej Wojskowego Instytutu Geograficznego (1933)

Jahodyn (pol. Jagodzin, ukr. Ягодин) – stacja kolejowa w miejscowości Rymacze, w obwodzie wołyńskim, na Ukrainie. Jest częścią Kolei Lwowskiej. 
Znajduje się na linii Kowel – Jagodzin, między stacjami Luboml (10 km) i Dorohusk (9 km). Jest to ostatnia stacja obsługiwana przez pociągi podmiejskie kursujące z Kowla.

## Historia
Stacja została otwarta w 1907 roku na istniejącej linii Kowel – Chełm, otwartej w 1877 roku.
W 1995 na stacji zamontowano urządzenia do wymiany rozstawu kół.

## Linie kolejowe
- Kowel – Jagodzin